# Estadio Hüseyin Avni Aker
El Estadio Hüseyin Avni Aker (en turco: Hüseyin Avni Aker Stadyumu) fue un recinto deportivo,  sede del club Trabzonspor, ubicado en Trebisonda (Trabzon), Turquía. Fue construido en 1951 con una capacidad de 2500 espectadores.
Tras varias remodelaciones la última en 2010, la capacidad se incrementó hasta los 28 169 asientos. 
El estadio se nombró Hüseyin Avni Aker, un profesor y administrador regional de la educación, quién sirvió entre los años 1940 hasta 1944 en Trebisonda y contribuyó mucho a los deportes locales.
Fue sede del Trabzonspor antes de ser demolido en el 2017.